# Sika Anoa'i
Leati Sika Amituana'i Anoaʻi (5 de abril de 1945 - 25 de junio de 2024), más conocido como Sika Anoaʻi o simplemente Sika, fue un luchador profesional samoano estadounidense. Es más conocido como la mitad del equipo de lucha libre The Wild Samoans junto con su hermano Afa. Durante su carrera, Anoaʻi sostuvo varios campeonatos, incluido el Campeonato Mundial en Parejas de WWF. Fue incluido en el WWE Hall of Fame en 2007 y en el Professional Wrestling Hall of Fame en 2012. Era miembro de la familia Anoaʻi y padre de los luchadores profesionales Rosey y Roman Reigns.

## Primeros años
Anoaʻi nació en el pueblo de Leone en la isla de Tutuila en Samoa Americana el 5 de abril de 1945; uno de 13 hijos de Amituana y Tovale Anoaʻi. En 1959, a la edad de 14 años, Anoaʻi se mudó con su familia a San Francisco, California, en los Estados Unidos. Poco después de la mudanza, Anoaʻi se alistó en la Marina Mercante de los Estados Unidos, trabajando en barcos que navegaban hacia Filipinas y Japón. Anoaʻi dejó la Marina Mercante en 1969, trabajando como estibador antes de decidirse a convertirse en luchador profesional como su hermano mayor Afa.

## Carrera en la lucha libre profesional

### Carrera temprana (1973–1980)
Anoaʻi fue entrenado como luchador por su hermano Afa y Kurt Von Steiger, debutando en 1973 en Stampede Wrestling como "Sika". Llamándose a sí mismos "Los Salvajes Samoanos", los hermanos se hicieron famosos por sus grandes y desordenados afro, sus sarongs y la costumbre de luchar descalzos y comer pescado crudo en el ring. A lo largo de la década de 1970, Los Salvajes Samoanos aparecieron en promociones como Big Time Wrestling, Continental Wrestling Association, Gulf Coast Championship Wrestling, NWA All-Star Wrestling, NWA Mid-America, Stampede Wrestling yWorld Wrestling Council, ganando múltiples campeonatos en parejas. De 1977 a 1979, los Samoanos realizaron repetidas giras por Japón con International Wrestling Enterprise; en enero de 1978, brevemente sostuvieron el Campeonato Mundial en Parejas de IWA.

### World Wrestling Federation (1980)
En enero de 1980, Los Salvajes Samoanos debutaron en World Wrestling Federation con Lou Albano como su mánager, estableciéndose rápidamente como una fuerza en la división de parejas a través de una serie de victorias decisivas. Además de competir en la división de parejas, los hermanos lucharon individualmente, con Anoaʻi desafiando sin éxito a Bob Backlund por el Campeonato de WWF en marzo de 1980.
El 12 de abril de 1980, Los Salvajes Samoanos derrotaron a Ivan Putski y Tito Santana para ganar el Campeonato Mundial en Parejas de WWF. Su reinado duró hasta el 9 de agosto de 1980, cuando perdieron ante Backlund y Pedro Morales en Showdown at Shea. Debido a que Backlund era entonces el Campeón de WWF, él y Morales tuvieron que dejar vacante el campeonato, y Los Salvajes Samoanos recuperaron el título en el episodio del 9 de septiembre de 1980 de WWF Championship Wrestling, derrotando a Tony Garea y Rene Goulet en la final de un torneo. Su segundo reinado duró hasta el 8 de noviembre de 1980, cuando perdieron ante Garea y Rick Martel.Los Salvajes Samoanos dejaron WWF en diciembre de 1980.

### New Japan Pro-Wrestling (1981)
De enero a febrero de 1981, Los Salvajes Samoanos realizaron una gira por Japón con New Japan Pro-Wrestling, actuando como "El Samoano #1" (Afa) y "El Samoano #2" (Sika) respectivamente. Compitieron en la Serie Dorada de Año Nuevo, enfrentándose repetidamente a Antonio Inoki y Seiji Sakaguchi. Los Salvajes Samoanos realizaron una segunda gira por Japón en noviembre y diciembre de 1981, compitiendo en la Madison Square Garden Tag League.

### Mid-South Wrestling (1981–1982)
En abril de 1981, Los Salvajes Samoanos debutaron en la promoción con sede en Oklahoma City, Oklahoma, Mid-South Wrestling. Inicialmente fueron gestionados por Ernie Ladd antes de traicionarlo para aliarse con Skandor Akbar. Los Salvajes Samoanos sostuvieron el Campeonato en Parejas de Mid-South en tres ocasiones entre junio de 1981 y mayo de 1982, enfrentándose a Junkyard Dog y sus compañeros. Dejaron la promoción en mayo de 1982.

### Georgia Championship Wrestling (1982)
En marzo de 1982, Los Salvajes Samoanos comenzaron a competir en la promoción con sede en Atlanta, Georgia, Georgia Championship Wrestling, donde fueron gestionados por Sonny King. En agosto de 1982, derrotaron a The Fabulous Freebirds para ganar el Campeonato Nacional en Parejas de NWA. Mantuvieron el campeonato durante varios meses, dejándolo vacante en diciembre de 1982 al dejar la promoción para regresar a WWF.

### Regreso a la WWF (1983–1985)
Los Salvajes Samoanos regresaron a WWF en enero de 1983, una vez más bajo la dirección de Lou Albano como su mánager. Ganaron el Campeonato Mundial en Parejas de WWF por tercera y última vez el 8 de marzo de 1983, derrotando a Chief Jay Strongbow y Jules Strongbow. Durante su reinado, Anoaʻi sufrió una lesión, por lo que su sobrino Samu lo sustituyó en varias defensas del título. El reinado de Los Salvajes Samoanos terminó el 15 de noviembre de 1983, cuando perdieron ante Soul Patrol (Rocky Johnson y Tony Atlas) después de que Albano golpeara accidentalmente a Afa con una silla.
Tras separarse de Albano, Los Salvajes Samoanos desafiaron en varias ocasiones a Soul Patrol pero no lograron recuperar el campeonato. En abril de 1984, Anoaʻi desafió sin éxito a Hogan por el Campeonato de WWF en una de las primeras defensas de título de Hogan. A mediados de 1984, Los Salvajes Samoanos se volvieron rudos y comenzaron una larga rivalidad con The North-South Connection (Adrian Adonis y Dick Murdoch). Dejaron WWF una vez más en enero de 1985.

### Varias promociones (1985-1986)
Los Salvajes Samoanos aparecieron en varias promociones diferentes en 1985 y 1986, incluyendo la American Wrestling Association, Jim Crockett Promotions, e International Championship Wrestling.

### Segundo regreso a WWF (1986–1988)
Con Afa semirretirado, Anoaʻi regresó a WWF en agosto de 1986 como luchador individual. Dirigido por The Wizard, pasó varias semanas invicto antes de perder ante Pedro Morales en noviembre de 1986.
En marzo de 1987, Anoaʻi formó un equipo con Kamala, aliándose con el mánager de Kamala, Mr. Fuji, y el "manejador", Kim Chee. El dúo luchó una serie de combates contra The Can-Am Connection y participó en varios torneos. El equipo se disolvió en agosto de 1987 cuando Kamala dejó WWF. En septiembre de 1987, Anoaʻi compitió en el torneo Rey del Ring, perdiendo en la primera ronda ante S. D. Jones. En el episodio del 3 de octubre de 1987 de Saturday Night's Main Event XII (grabado el 23 de septiembre de 1987), Anoaʻi desafió sin éxito al Campeón de WWF Hulk Hogan en el evento principal. Luego luchó una serie de combates contra Bam Bam Bigelow y luego contra Jake Roberts. En la ceremonia de los Slammy Awards el 16 de diciembre de 1987, la categoría "Canción del Año" terminó sin ganador después de que Anoaʻi se comiera el sobre que contenía el nombre del ganador.

### Última etapa de carrera (1988)
Después de dejar WWF, Anoaʻi luchó en algunos combates en el circuito independiente. Formó un equipo breve con su sobrino Kokina en Continental Wrestling Federation, donde fueron dirigidos por Alan Martin. Como parte de los Wild Samoans, hizo dos apariciones en la Trans World Wrestling Federation en 1989 y 1991. Se retiró más tarde en 1991.

### Retiro (1988–2020)
Tras su retiro, Anoaʻi se mantuvo activo en la lucha libre. Entrenó luchadores en el Wild Samoan Training Center, una escuela de lucha libre profesional dirigida por Afa en Minneola, Florida.
El 15 de agosto de 1997, ambos hombres se reunieron por una noche formando equipo con Disco Inferno, Gene Ligon y the Big Cheese al derrotar a Ken Timbs, George Love, Jay Love, Gary Royal y Kane Adams en IWA Night Of The Legends en Kannapolis, Carolina del Norte.
En 1999, fundó XW 2000, una promoción independiente de lucha libre basada en Pensacola, Florida.
El 31 de marzo de 2007, The Wild Samoans fueron incluidos en el WWE Hall of Fame por el hijo de Sika, Matt, y el hijo de Afa, Samu.
Los Wild Samoans aparecieron en Hell in a Cell para celebrar la victoria de Roman Reigns.

## Vida personal
Anoaʻi estuvo casado con Patricia Hooker, pero se separaron. La pareja tuvo cinco hijos. El hijo de Anoaʻi, Joseph, jugó fútbol americano universitario para Georgia Tech de 2003 a 2006 antes de comenzar una carrera profesional en la lucha libre en 2010, uniéndose finalmente a WWE como "Roman Reigns" y ganando el WWE Championship en múltiples ocasiones.

## Muerte
Anoaʻi falleció el 25 de junio de 2024 a la edad de 79 años. Una declaración sobre su fallecimiento fue publicada en las redes sociales por su sobrino Jahrus Anoa’i, diciendo: "Es con profunda tristeza que comparto la noticia del fallecimiento del Ex Miembro del Salón de la Fama, Polaivao Leati Sika Anoa’i. Falleció pacíficamente el 25 de junio. Sika fue una figura celebrada cuyas contribuciones y legado han dejado una huella indeleble. Su memoria vivirá a través de sus logros y las muchas vidas que tocó. Fue muchas cosas: un padre trabajador, un hermano cariñoso, un tío solidario y un orgulloso abuelo. Fue un amigo querido por muchos, un miembro de la familia amoroso cuya calidez y amabilidad no conocían límites, y una inspiración para innumerables individuos. Su legado continuará inspirando y elevando a las generaciones futuras, recordándonos el impacto que la vida de una persona puede tener en tantos. Descansa en amor, Tío Sika."

## Campeonatos y logros
- Big Time Wrestling
  - NWA World Tag Team Championship (Detroit version) (2 veces) – con Afa
- Cauliflower Alley Club
  - Other honoree (1997)
- Continental Wrestling Association
  - AWA Southern Tag Team Championship (1 vez) – con Afa.[5][9][25][26]
- Georgia Championship Wrestling
  - NWA National Tag Team Championship (1 vez) – con Afa.
- Gulf Coast Championship Wrestling
  - NWA Gulf Coast Tag Team Championship (2 veces) – con Afa.
- International Wrestling Enterprise
  - IWA Tag Team Championship (1 vez) – con Afa.
- Mid-South Wrestling
  - Mid-South Tag Team Championship (3 veces) – con Afa.
- NWA All-Star Wrestling
  - NWA Canadian Tag Team Championship (Vancouver version) (1 vez) – con Afa.[9]
- NWA Mid-America
  - NWA United States Tag Team Championship (Mid-America version) (1 vez) – con Afa.[27]
- Pro Wrestling Illustrated
  - PWI lo clasificó # 462 de los 500 mejores luchadores individuales de los "PWI Years" en 2003.[28]
  - PWI lo clasificó # 93 de los 100 mejores equipos de etiqueta de los "PWI Years" con Afa en 2003.[29]
- Professional Wrestling Hall of Fame
  - Clase de 2012 – con Afa.[21]
- Stampede Wrestling
  - Stampede International Tag Team Championship (2 veces) – con Afa.[11][5]
- World Wrestling Council
  - WWC North American Tag Team Championship (1 vez) – con Afa.
- World Wrestling Entertainment/World Wrestling Federation
  - WWE Hall of Fame (Clase de 2007).[18][30]
  - WWF World Tag Team Championship (3 veces) - con Afa.[18][4][30][31]